# ダブリナーズ (日本のパブチェーン)
ダブリナーズ（英：Dubliners'）はサッポロライオンが運営しているアイリッシュパブのチェーンである。アイリッシュパブダブリナーズ、あるいはダブリナーズアイリッシュパブなどと呼ばれることもある。

## 来歴

### 新宿1号店
1992年より、アイルランド共和国商務庁とギネスビールで有名なギネス社が世界各地でアイリッシュパブの開店支援をはじめた。その一環として運営ノウハウの援助を受けたサッポロライオンが、1995年12月、新宿ライオン会館2階にダブリナーズ1号店をオープンさせた。この当時のサッポロビール新宿ライオン会館支配人の回顧によると、他のフロアに比べて手狭であった会館2階のフロアは運営がうまくいっておらず、本来はワインレストランにすることが計画されていたという。ここで既に流行が過ぎつつあったワインレストランではなく今まで日本ではほとんど馴染みのなかったアイリッシュパブを作るプランが提案され、ギネスの支援で2階が改装されることになった。アイルランドの職人を雇い、通常サッポロライオンが計上する改装費用としては2年分程度の額を一気に投入してわざと傷やしみの目立つ伝統的なパブらしい古びたインテリアを追求したという。開店当初は全く客が入らず、失敗が懸念されたが、アイルランド人をターゲットとした集中的なマーケティングを行い、聖パトリックの祝日でビールのフリーチケットを配ったり、アイルランド映画の上映などの文化イベントに協賛をするなどの手法で知名度を高め、そのうちにアイルランド系をはじめとする日本国外出身者の間で人気を博すようになった。このため、開店当初の常連客の半分程度は日本国外出身者であったという。2004年頃までには、新宿ダブリナーズだけで売り上げが年間2億円に達し、新宿ライオン会館改装以前の倍以上の収益を上げるようになった。
2017年時点では「現存する都内最古のアイリッシュパブ」となっている。ヴィクトリア朝風の内装が特徴の規模の大きなビアホールであり、立ち飲み席も多数ある。フィッシュ・アンド・チップスなど伝統的なパブ料理が売りだが、開店当初はこうした料理を出す店は東京でもまだ珍しかった。

### 店舗の増加と関西店舗の閉店
アイルランド人気の高まりに応じて1996年10月には2号店として東京芸術劇場近くに池袋店がオープンしたが、やはり開店当初は常連客の7割程度が日本国外出身者であったという。ブリテン諸島の古いパブにはスナッグ(snag)と呼ばれる個室のようなスペースがあることがあり、こうした部屋は女性(かつてはパブで飲酒するのは女性にふさわしくないと思われていた)などが人目を避けて酒を楽しむのに使われていたが、池袋のダブリナーズにはこの個室に似た部屋もある。開店当初には「ロンドン市内にあまたあるアイリッシュ・パブをほぼ完璧に再現」しているなどと評されており、新宿同様内装はヴィクトリア朝風である。
1996年11月には神戸市中央区の旧居留地に3号店がオープンしたが、のちに閉店した。1997年5月には大阪のミナミに大阪店がオープンし、ケルト音楽ブームにのってライヴに力を入れていたものの、こちらものちに閉店している。大阪店は常連客の6割程度が日本国外出身者であったという。これをもってダブリナーズの関西店舗はなくなり、都内のみでの営業となった。
赤坂店は2000年2月に開店し、開店当初は大阪店同様、常連客の60％ほどが日本国外出身者でしめられていたという。開店20年を迎えた2020年に閉店した。渋谷店は2002年にオープンしている。
2002年2月にオープンした虎ノ門店は新宿店や池袋店と異なり、アイルランドの田舎のコテージを模した内装であった。他の店舗と同様、開店当初の常連はアイルランド系をはじめとする日本国外出身者が多かった。虎ノ門店はカフェ&パブを名乗っており、8時から営業して朝食も提供していた。現在は閉店している。大手町にも店舗があったが、こちらも閉店した。
同じく2002年4月に渋谷店がオープンしている。道玄坂を見下ろすテラス席を併設した、虎ノ門店同様にコテージスタイルの内装。
品川店は2003年にオープンしており、虎ノ門店と同系統の「アイルランドの農家」をイメージした、木材を豊富に用いた内装が特徴である。

## メニュー
アイルランドで人気のあるギネスビールなどの酒類が売りであるが、ぬるめの温度で提供する英国・アイルランドのパブのスタイルとは異なり、ギネスであっても冷やして提供している。食べ物としてはフィッシュ・アンド・チップス、アイリッシュシチュー、コルカノン、シェパーズパイ、アイリッシュブラウンブレッドなどブリテン諸島の伝統的な料理を提供している。フィッシュ・アンド・チップスについては、小麦粉をギネスビールで溶いてタラにからめ、ブリテン諸島ではあまり使われないパン粉をつけて揚げるレシピを採用している。

## 営業店舗
2022年1月時点での営業店舗は東京都内の2軒である。
- 新宿店
- 池袋店

2004年にはサッポロライオンの全店舗203店のうち9店がダブリナーズであった。神戸、大阪、虎ノ門、大手町、赤坂にあった店舗は閉店した。
2021年に渋谷店、 品川店が閉店。

## 影響と評価
2002年の日韓ワールドカップ開催により、パブでサッカー観戦を行う文化が広く認知されるようになり、イギリスやアイルランド風のパブの人気が高まることとなったが、この頃までダブリナーズは日本でほぼ唯一の大手企業によるアイリッシュパブチェーンであった。
1996年の日本におけるギネスビール消費量は19万箱であったが、2003年には32万箱に増加しており、この時期に日本においてギネスビールが普及したことにはダブリナーズをはじめとするアイリッシュパブが多数開店した影響があると考えられている。